# Reforma de Nikon

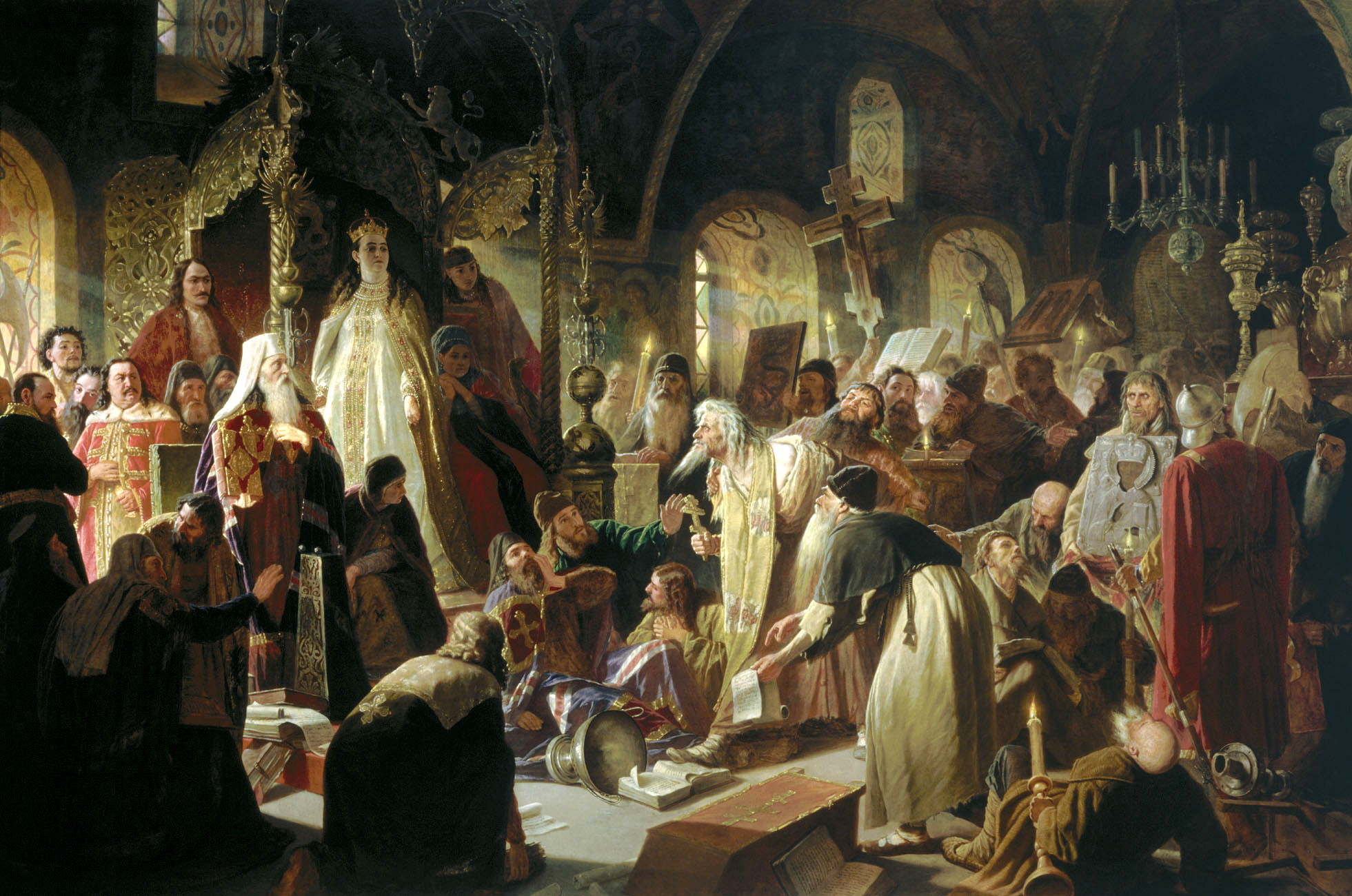
Nikita Pustosviat. Debate sobre la Fe (en presencia del patriarca Joaquín y la zarevna Sofía Alekséievna, el 5 de julio de 1682). Vasili Perov, 1881. Galería Tretiakov, Moscú.

Se conoce como Reforma de Nikon al proceso de reforma litúrgica desarrollado en Rusia a partir de 1654 bajo la dirección del patriarca Nikon. Dicho proceso pretendía lograr una simplificación del culto ortodoxo en cuanto fuese posible para acercarlo a los feligreses rusos, inspirar una verdadera devoción que no fuese meramente formal, junto con pretender lograr una autonomía de la Iglesia respecto del Estado en un contexto en que se producía un fortalecimiento del absolutismo en Rusia.
La nueva redacción de libros de cánones y litúrgicos implicaba, en la práctica, un acercamiento de la Iglesia ortodoxa rusa al patrón seguido por Iglesia ortodoxa griega.
El proceso de reforma provocó una fuerte resistencia en parte de los creyentes y del clero, iniciándose así el cisma que daría nacimiento a los llamados «viejos creyentes» (en ruso: староверы, raskólniki, derivado de raskol, «cisma»), liderados por el protopapa Avvakum.

## Contexto

### Origen de las reformas
Nikon era un hombre reconocido en toda Rusia por su gran experiencia con la iglesia ortodoxa, durante años tuvo contacto con los cargos más importantes de la iglesia ortodoxa rusa. Pero, al fin y al cabo, Nikon sentía una gran preocupación ya que la mayoría de libros eclesiásticos tenían su propia versión de los hechos, el joven ruso pensaba que todos los libros deberían ser unificados en uno solo, en un libro que desvelara toda la verdad.
Como modelo, Nikon tomó algunos textos sagrados de Bizancio, esto se debe a que la iglesia ortodoxa de Rusia había tomado como ejemplo a los griegos ortodoxos. Tras esto, surgieron numerosas reformas, tanto en las ceremonias como en la iconografía religiosa, molestando a los altos cargos de la iglesia, esto inestabilizó moderadamente la situación política y social de Rusia.

### Cisma ortodoxo

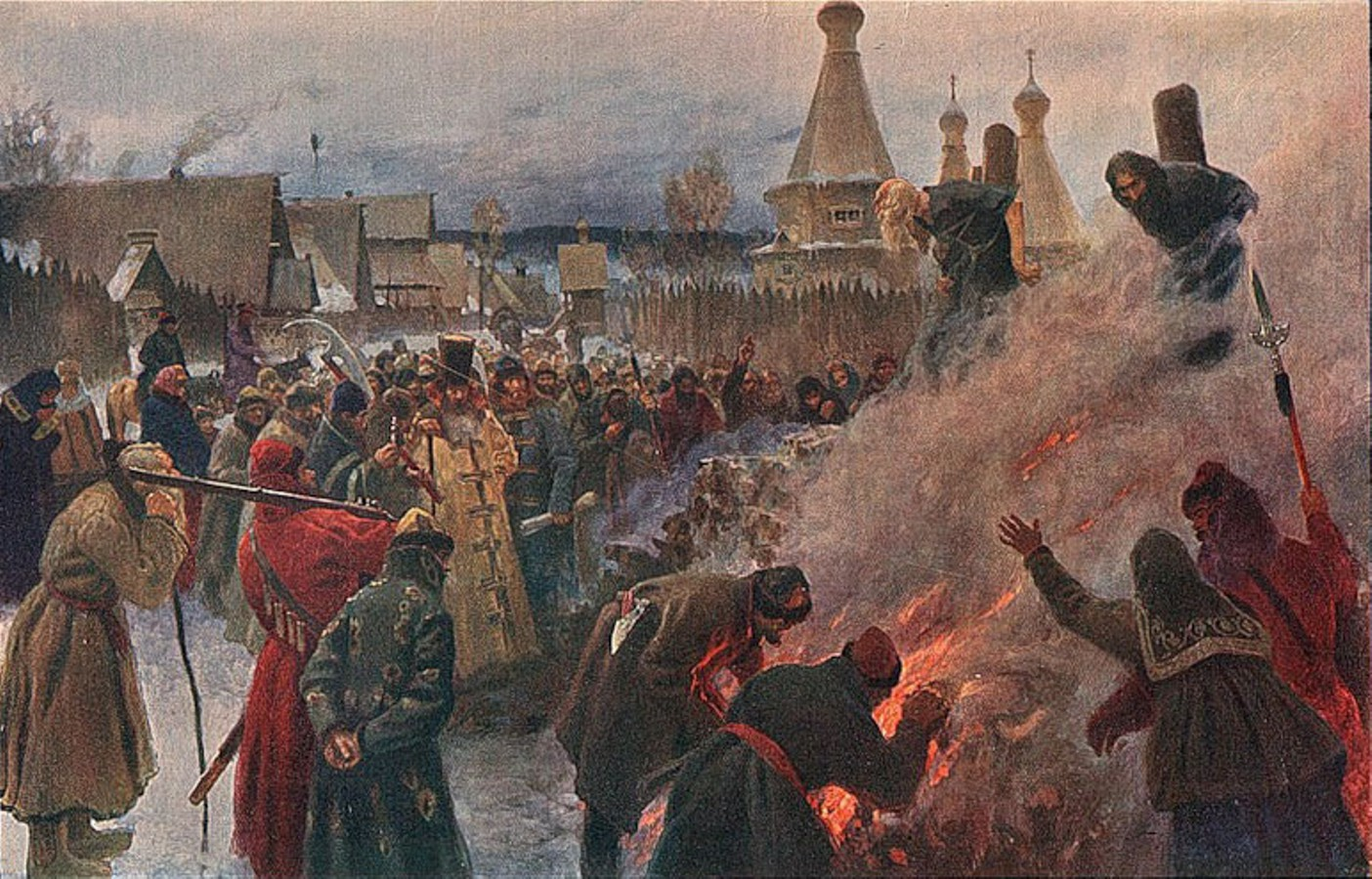
La quema del protopapa Avvakum. Piotr Miasoiédov, 1897. Museo de Historia de la Religión, San Petersburgo.

Después de las quejas de los clérigos y de las constantes reformas de los protestantes, el zar Alejo I decidió convocar una asamblea que pasó a la historia como el Sínodo de Moscú de 1654. Sin embargo, poco se pudo hacer a favor de los "viejos creyentes", después de este suceso el zar siguió apoyando a Nikon, mientras que los conservadores odiaban más y más la postura religiosa del zar.
Muchos conservadores se trasladaron a Siberia, como el caso del líder religioso Avvakum, este era un gran opositor a las reformas de Nikon. Se dice que gracias a la intervención del zar, se pudo salvar de un castigo mortal.
Las revueltas continuaban, cada vez con más furor y violencia, los sacerdotes eran castigados cruelmente, mientras que las reformas seguían imponiendo su sombra frente a los conservadores. Años más tarde, Avvakum murió quemado en la hoguera junto con otros "viejos creyentes", esto enfureció aún más a la iglesia ortodoxa, que siguió resistiéndose a las reformas del patriarca Nikon.
Las revueltas llegaron a tal punto, que incluso varios monasterios llegaron a rebelarse contra la autoridad de Nikon, uno de los casos más conocidos es el del monasterio de Solovetski, que tuvo que sufrir el ataque de las tropas zaristas. La resistencia siguió luchando hasta que al final, después de 8 años, de 1668 a 1676, el monasterio fue liberado por las tropas rusas.

### El retiro de Nikon

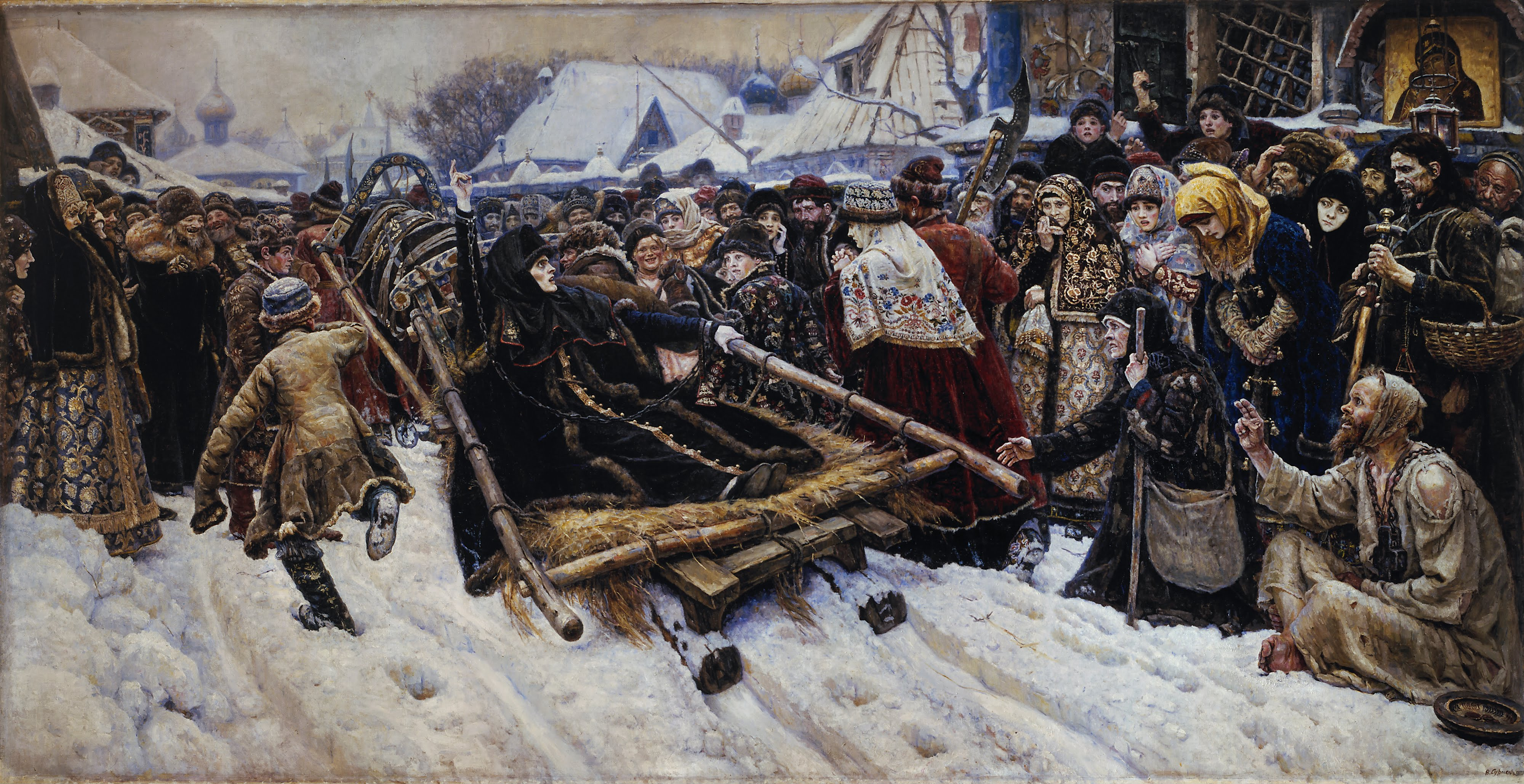
La boyarda Morózova (escena de la detención de la vieja creyente). Vasili Súrikov, 1887. Galería Tretiakov, Moscú.

La relación entre el zar y Nikon empeoró rápidamente, esto se debió a que la arrogancia e ira del reformista subían como la espuma. El patriarca propuso innumerables veces la idea de poner a la iglesia sobre el estado, también siguió imponiendo con mano de acero estrictos castigos a los "viejos creyentes".
En el óleo, la boyarda Feodosia Morózova sostiene dos dedos levantados, mostrando así la antigua forma de la Señal de la Cruz hecha con dos dedos que los nikonianos sustituyeron por una hecha con tres. Un siglo más tarde, la zarina Catalina la Grande afirmó con enfado: “La señal de los tres dedos de la cruz nos fue impuesta por los griegos mediante imprecaciones, torturas y sentencias de muerte”.
Finalmente, Nikon se retiró de la corte del zar, dejando así un reinado lleno de terror e injusticia, que tendrían que soportar los rusos aún con más traumas por los sangrientos castigos que el patriarca imponía con mano dura. Sobre que pasó con Nikon después de todo esto, se dice que se mudó al monasterio de la Nueva Jerusalén, en el río Istra, que fue diseñado por él a semejanza de los monasterios sagrados de la ciudad de Jerusalén.